# Polverara
Polverara (Polvarara in veneto) è un comune italiano di 3 393 abitanti della provincia di Padova in Veneto, che fa parte della Saccisica.

## Storia
Di Polverara si parla per la prima volta in un documento risalente al 1130 in cui il vescovo di Padova, Bellino, conferma il possesso della chiesa di San Fidenzio alla cattedrale di Padova. La leggenda narra che la chiesa fu fatta erigere nel luogo esatto in cui fu ritrovato il corpo di san Fidenzio, indicato dal vescovo Bellino dopo una visione.
La presenza di ben tre Monasteri (S. Margherita, S. Maria e S. Agnese) sin dall'anno mille testimonia l'importanza del monachesimo nelle immediate vicinanze del Padovano.
Nel 1276 Polverara diventò podestaria. Da questo periodo in poi iniziarono le guerre, le devastazioni e i danni derivanti dal "pensionatico" cioè dalla pratica del pascolo libero, anche all'interno delle proprietà private, dei greggi dei pastori vicini.
Il territorio, complice anche la vicinanza con molti fiumi, fu spesso oggetto di inondazioni e di tempeste anche in epoca più recente, come la disastrosa inondazione del 1968, che colpì, in particolare, Via Riviera.

### Simboli
Lo stemma comunale e il gonfalone sono stati concessi con decreto del presidente della Repubblica del 14 giugno 1953.
Il gonfalone è un drappo di bianco.

## Monumenti e luoghi d'interesse

### Monumento a tutti i caduti

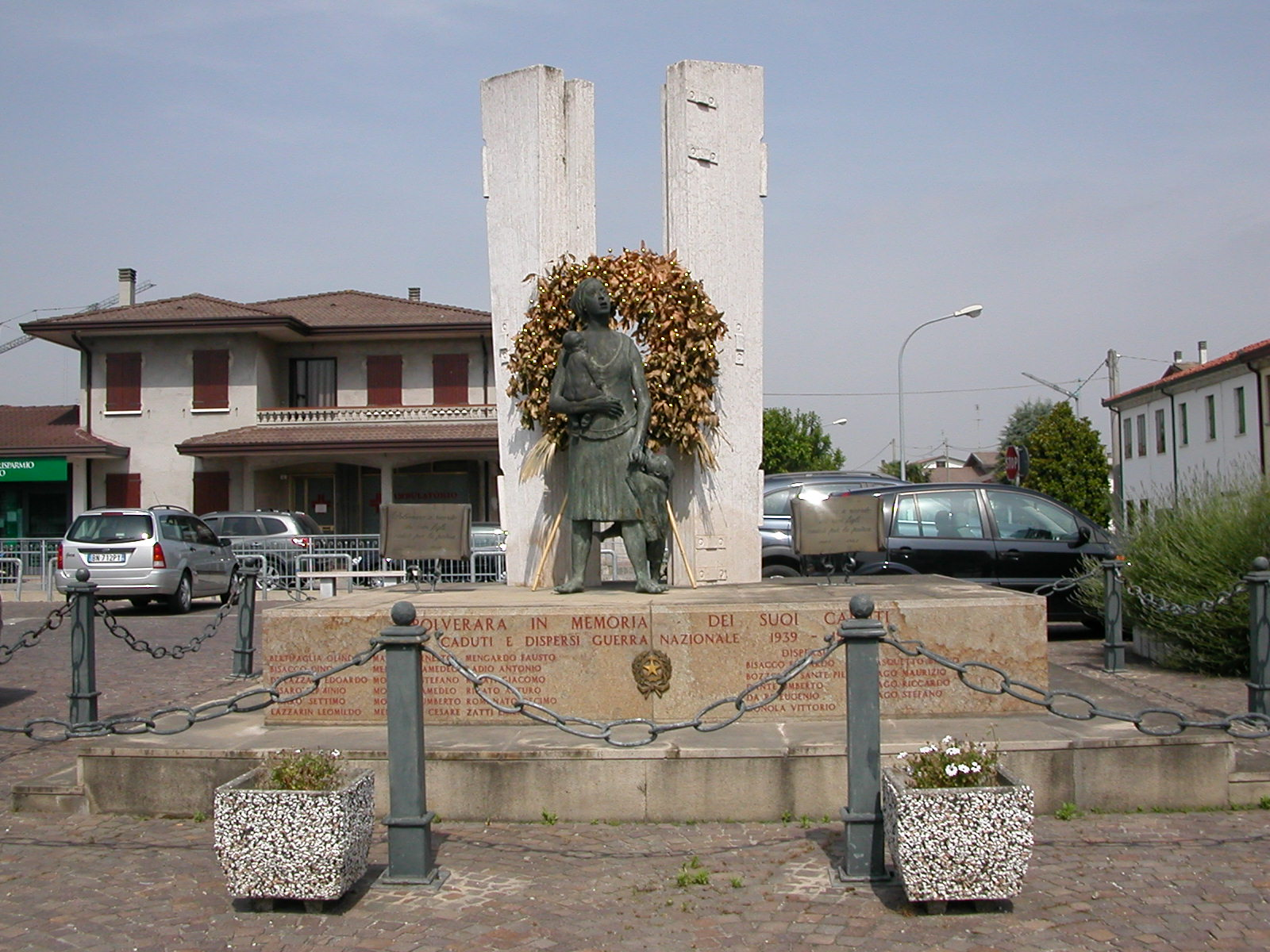
Il monumento ai caduti

Monumento dedicato ai caduti di tutte le guerre, opera di Stefano Baschierato, sito nella piazza principale della cittadina.

### La Via Annia
Antica strada romana che partiva da Adria per arrivare ad Aquileia passando per Padova.
Da studi effettuati sul territorio, questa antica arteria costruita dagli imperatori romani passava per il comune di Polverara seguendo una direttrice che corrisponde alle attuali via Trieste e via Punta.

### Architetture civili

#### Torre Colombara

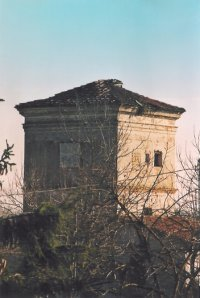
La torre, o "colombara", del monastero olivetano.

L'unica testimonianza ancora esistente della presenza dei tre monasteri è la torre o "colombara" del monastero olivetano; costruzione leggermente staccata dal corpo del monastero che comprendeva 52 stanze disposte su due piani, una chiesa e un terreno recintato, in parte coltivato dai monaci e in parte dai contadini locali. 
Fino all'epoca rinascimentale questo convento rivestì un ruolo di primaria importanza nell'Italia centro settentrionale perché collegato con monaci e abati dello stesso ordine che risiedevano in Toscana. 
La torre venne usata come postazione di avvistamento e di difesa, in un periodo in cui erano frequenti le incursioni barbariche, sfruttando la sua vicinanza al fiume che era usato come via di comunicazione per il commercio e gli spostamenti degli uomini. 
Intorno al 1770 la Serenissima soppresse sia il monastero che la chiesa che nell'anno successivo vennero acquistati dal nobile veneziano Andrea Quercini del Zanne.
La torre colombara di Polverara rappresenta per il territorio un importante patrimonio edilizio rurale-religioso, testimone del fervido momento storico in cui l'ansa del Bacchiglione su cui sorge era abitata e vissuta dai monaci della congregazione benedettina di Monte Oliveto e con essi dall'intera comunità laica. La torre è l'unica testimonianza rimasta dell'antico monastero di Santa Maria della Riviera e rappresenta un'eredità preziosa da salvaguardare e tutelare ricca di immagini semplici il cui studio ha suscitato curiosità e meraviglia per la scoperta dei significati contadino-religiosi che dietro di esse si nascondono.
La torre colombara è situata lungo l'argine sinistro del fiume Bacchiglione, al margine sud-ovest del territorio del comune di Polverara, censita nel Catasto Terreni al foglio n. 9, mappale 258.
Il monastero di Santa Maria delle Riviera è il primo insediamento nel nord Italia della congregazione benedettina di Monte Oliveto già presente in Toscana, Lazio ed Umbria; un documento datato 19 marzo 1230 ne attesta l'esistenza in località Riviera di Polverara
I documenti storici hanno consentito di riprodurre il monastero in una visione tridimensionale attendibile e sufficientemente coerente con i dati raccolti. Complessivamente c'erano quattro cortili: il primo, lungo e stretto, fungeva da sagrato vero e proprio sul quale si affacciava la chiesa del monastero; il secondo il classico chiostro, più protetto e inaccessibile dai forestieri, di forma pressoché quadrata, con colonnato tutto attorno per distribuire gli ambienti e le stanze dove i religiosi vivevano; il terzo e quarto invece più grandi e aperti, dove molto probabilmente si sviluppava l'attività quotidiana “contadina” dei monaci negli orti. In uno di questi ultimi due cortili, in mezzo ad esso, sorgeva la torre colombara. Il campanile e la chiesa erano le costruzioni più alte dell'intero insediamento.
La torre è invece circondata da baracche ad un piano dove l'attuale proprietario svolge quotidianamente la sua attività di fabbro.
La torre colombara consiste in un fabbricato a base quadrata, lato 6 metri, che si sviluppa per tre piani fuori terra raggiungendo un'altezza massima al colmo della copertura di circa 13 m. I materiali e le tecnologie costruttive sono quelle tipiche rurali dell'epoca: il laterizio per le murature, il legno per gli orizzontamenti e la pietra per le finiture.
Il piano terra consiste in un volume aperto chiuso ai lati da quattro arcate impostate su quattro pilastri d'angolo di lato 125 cm. Il volume è chiuso in sommità da una volta a crociera. L'altezza massima libera nel punto centrale del piano terra è di 4,40 m. Il manufatto è impreziosito da alcuni dettagli costruttivi di pregio quali i marcapiani, il cornicione superiore, la volta a botte sulla scala del piano terra, la volta a crociera dipinta in sommità alla scala stessa, l'orologio in pietra sul lato nord della torre (rivolto verso il monastero). La presenza dell'orologio in facciata, di tipo meccanico, ha permesso di spiegare le tracce visibili di vecchi fori presenti sul 1º e 2º solaio, nonché la singolare disposizione della struttura portante del 2º solaio. L'orologio meccanico era una macchina ingombrante funzionante con pesi, argani, ruote dentate, congegni che richiedeva per il suo corretto funzionamento una certa altezza libera. Forse l'orologio non è stato realizzato nello stesso periodo della torre ma quasi sicuramente la torre è stata costruita per l'inserimento dell'orologio. La lettura dei caratteri costruttivi della torre, con un piano terra molto nobile, ne smentiscono un uso originale come colombara, sicuramente serviva per la sicurezza come torre di avvistamento.
L'intenzione dell'amministrazione pubblica prevede il ritorno della torre allo stato originario, come torre campanaria, con la ricostruzione dell'orologio meccanico e i suoi congegni. Questa ambiziosa volontà si inserisce nel quadro progettuale più generale di rendere più accessibile e vivibile da parte di tutti l'argine sinistro del Bacchiglione attraverso la realizzazione di una pista ciclabile dalla passerella pedonabile-ciclabile in acciaio di Roncajette fino al Santuario di San Lorenzo a Bovolenta.

#### Villa Priuli, Rezzonico
Sita ad Isola dell'Abbà.

### Architetture religiose

#### Chiesa di San Fidenzio
Monumento nazionale, l'attuale chiesa parrocchiale costruita sul luogo ove sorgeva la prima struttura, edificata nel X secolo, sorta per raccogliere i resti mortali di san Fidenzio, terzo vescovo di Padova nel 166. Ampliata e ristrutturata tra il 1235 e il 1245 in stile romanico che mantenne fino alla fine del XIX secolo quando, per soddisfare il numero crescente di parrocchiani ne venne deciso l'ampliamento che la portò allo stato attuale. Attualmente il parroco di Polverara è don Daniele Hudorovich.

#### Tempio Vien Y
A Polverara ha sede il Tempio Vien Y, gestito dall'Associazione Buddhisti Vietnamiti in Italia sotto la responsabilità del venerabile Thic Nhu Dien.
Il tempio è di tradizione Mahayana amidista che, pur essendo diffusissima in Asia orientale, in Europa è tra le tradizioni buddhiste meno conosciute.
Il tempio Vien Y è affiliato al tempio Viên Giác di Hannover in Germania che ha una sede anche a Bodhgaya in India. Saltuariamente si tengono anche meditazioni secondo la tradizione son coreana.

## Società

### Evoluzione demografica
Abitanti censiti

## Geografia antropica

### Frazioni

#### Isola dell'Abbà
L'unica frazione di Polverara è Isola dell'Abbà, un piccolo borgo di fronte a Roncajette lungo la riva sinistra del canale omonimo. La denominazione di "Isola" deriva chiaramente dal corso molto tortuoso dell'originario "Roncajette" (ne resta a testimonianza il cosiddetto "canal morto"), che in tale luogo circondava una porzione di terreno emerso. L'aggiunta poi di "Abbà" è dovuta alla donazione del Vescovo Ulderico, nel 30 marzo 1076, di quella porzione di Legnaro all'Abate del Monastero di Santa Giustina in Padova.

##### Storia
Documenti riportano l'esistenza di una chiesa in Isola dell'Abbà all'inizio del XIII secolo, e certo fu fabbricata dal Monastero di Santa Giustina di Padova; fu ampliata dal parroco don Bartolomeo Moro tra gli anni 1828-1840 (prolungamento del coro e innalzamento del medesimo e della navata), che la rese artisticamente ed esteticamente pregiata. La chiesa fu consacrata dal vescovo Modesto Farina il 23 agosto 1840.
In questa chiesa vi sono tre altari; quello titolato a Leonardo fu consacrato insieme alla chiesa e contiene le reliquie dei santi martiri Grisogono e Gerione (la mensa era già nella vecchia chiesa, gli angeli provengono dalla Chiesa degli Eremitani di Padova, il tabernacolo dalla chiesa di Tribuno, l'altare della SS. Concezione dalla chiesa arcipretale di Piove di Sacco; possiede due colonne di marmo greco, la statua che sta nel mezzo è opera dei Bonazza, intagliatori e scalpellini di Padova). L'altare delle Vergini e Martiri Lucia, Agata, Apollonia, Marta e Giustina apparteneva alla soppressa chiesa di San Francesco di Piove di Sacco. L'elegante pulpito di stile barocco proviene dal refettorio del monastero di Santa Giustina a Padova. Nel 1907 il sacerdote don Demetrio Alpago dipinse nel coro la Trasfigurazione del Signore e dei quattro evangelisti. La costruzione del campanile appare datata al 1572; vi sono attualmente tre campane.
Il palazzo adiacente, una volta dei Rezzonico di Venezia, fu nel XIX secolo proprietà del professore di diritto Internazionale e Canonico nell'Università di Padova Giambattista Pertile di Asiago; nel giardino di tale palazzo fu collocata nel XVIII secolo la statua in pietra dura della madonna col bambino, alta più di un metro e mezzo, che si trova nell'angolo del canale Roncajette. Nel piedistallo porta lo stemma dei Rezzonico, segno evidente che fu eretta dalla famiglia patrizia veneta che diede alla Chiesa il pontefice Clemente XIII (1758-1769).
La presenza di ordini religiosi, in particolare monastici, è sempre stata forte in quest'area, come testimoniato da numerosi documenti e dalla corte Benedettina di Legnaro.
Restano i pochi segni di un mulino sul Bacchiglione, quasi di fronte alla chiesa di Isola, sotto al ponte pedonale di ferro, ponte che fu comprato il secolo scorso dal Comune di Polverara e spostato più a monte, per permettere una più agevole comunicazione tra le parrocchie di Isola e di Roncajette.

## Economia

### Allevamento

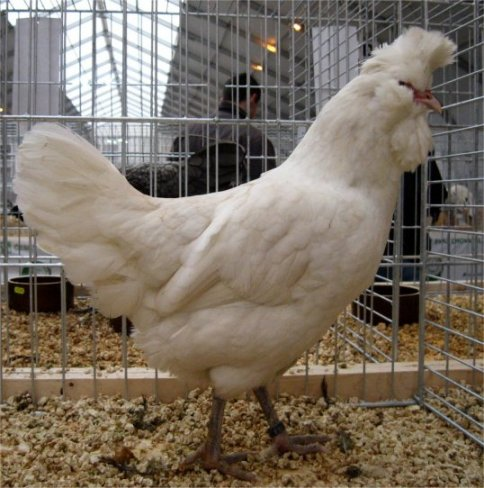
Il pollo razza "Polverara".

L'allevamento è radicato nelle tradizioni economiche del territorio tanto da aver generato alcune curiosità. Racconti popolari narrano dell'esistenza di una razza di galli dal piumaggio di colore nero intenso e di grandi dimensioni rispetto alla norma. La razza era nota già nel XVII secolo in quanto ne fa menzione il poeta modenese Alessandro Tassoni nella sua opera più nota, La secchia rapita, ma già nell'Ottocento non se ne trovava più traccia imbastardita probabilmente con la più nota gallina padovana.
Tuttavia a ricordo della centenaria attività la presenza di un gallo anche nello stemma comunale, con una zampa poggiata su un ramo di rovere a simboleggiare il bosco in cui fu ritrovato il corpo senza vita di San Fidenzio..

Tra le razze sviluppate nel territorio si ricorda la "Polverara" che prende appunto il suo nome.

## Amministrazione

### Sindaci dal 1946
|                                                      | Achille Chinello   | L.c. Reduci e Combattenti | 1946-1951       | 1946   |
|                                                      | Armando Salvato    | Democrazia Cristiana      | 1951            | (1946) |
|                                                      | Domenico Donado    | Democrazia Cristiana      | 1951-1964       | 1951   |
| 1956                                                 | Domenico Donado    | Democrazia Cristiana      | 1951-1964       |        |
| 1960                                                 | Domenico Donado    | Democrazia Cristiana      | 1951-1964       |        |
|                                                      | Giuseppe Salmaso   | Democrazia Cristiana      | 1964-1975       | 1964   |
| 1970                                                 | Giuseppe Salmaso   | Democrazia Cristiana      | 1964-1975       |        |
|                                                      | Mario Palumbo      | Democrazia Cristiana      | 1975-1988       | 1975   |
| 1980                                                 | Mario Palumbo      | Democrazia Cristiana      | 1975-1988       |        |
| 1985                                                 | Mario Palumbo      | Democrazia Cristiana      | 1975-1988       |        |
|                                                      | Pasqualina Piccolo | Democrazia Cristiana      | 1988-1990       | (1985) |
|                                                      | Paolo Ferrarese    | L.c. Rinnova Polverara    | 1990-1995       | 1990   |
| Sindaci eletti direttamente dai cittadini (dal 1995) |                    |                           |                 |        |
|                                                      | Paolo Ferrarese    | Centro-sinistra           | 1995-1999       | 1995   |
|                                                      | Olindo Bertipaglia | Centro-destra             | 1999-2009       | 1999   |
| 2004                                                 | Olindo Bertipaglia | Centro-destra             | 1999-2009       |        |
|                                                      | Sabrina Rampin     | Centro-destra             | 2009-2014       | 2009   |
|                                                      | Alice Bulgarello   | Civica                    | 2014-2024       | 2014   |
| 2019                                                 | Alice Bulgarello   | Civica                    | 2014-2024       |        |
|                                                      | Simone Coccato     | Centro-destra             | 2024- in carica | 2024   |

### Gemellaggi
- Jimena